# Pflugk

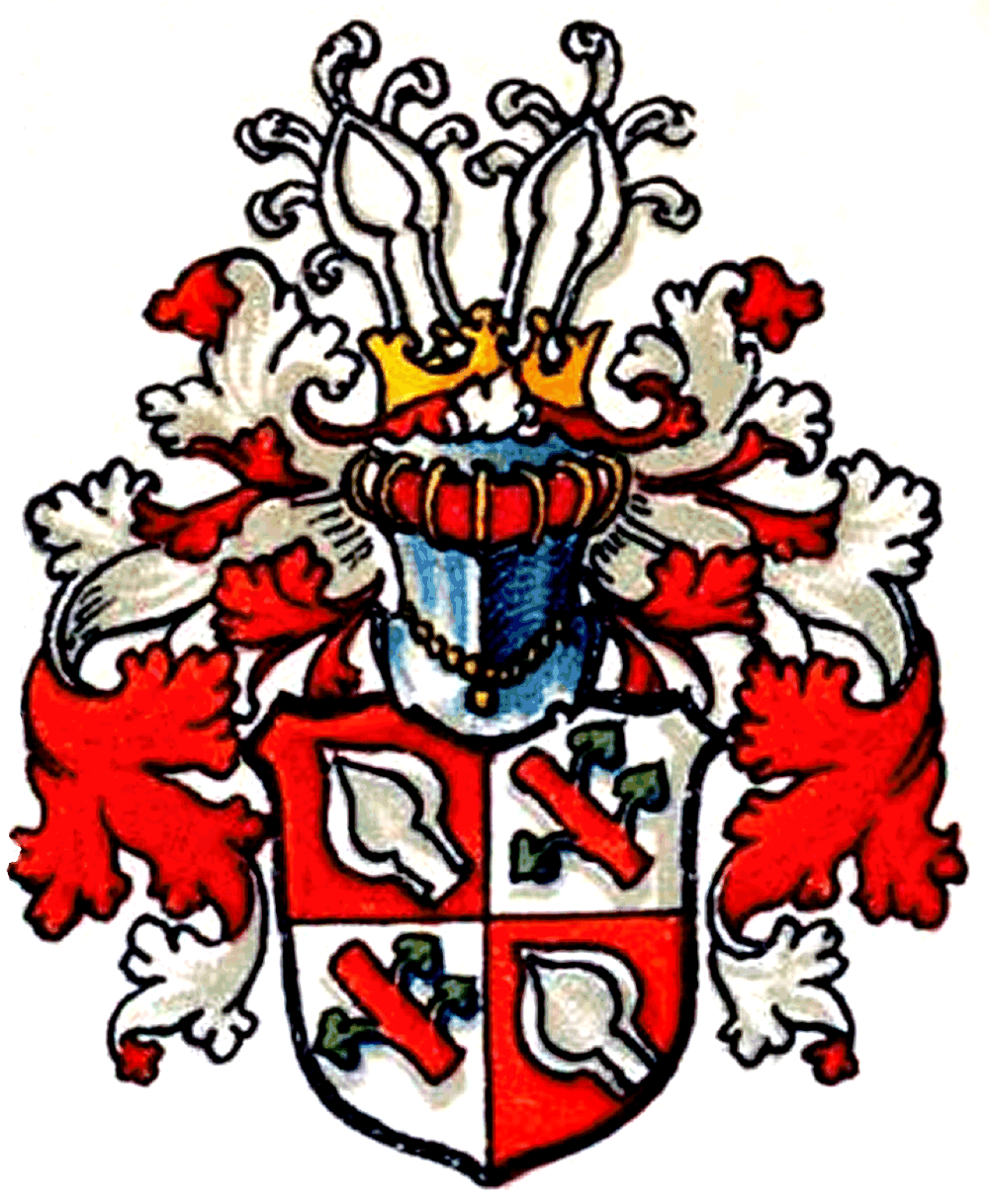
Wappen derer von Pflugk

Die Pflugk, Pflug von Rab(en)stein (auch Pluoch, tschechisch Pluh z Rabštejna, Plural Pluhové) sind ein böhmisches und sächsisches Uradelsgeschlecht, das mit Ulricus Pluoch im Jahr 1287 auf Pluhowy Zdiar im südlichen Böhmen zuerst erscheint und um 1295 die Burg Rab(en)stein an der Schnella in Westböhmen erwarb.
In den 1330er Jahren erwarben Familienmitglieder Besitz auch in der Markgrafschaft Meißen, später weiteren in Böhmen und Kursachsen. Die Pflugk sind gleichen Stammes und Wappens mit den böhmischen Witanowsky von Wlczkowicz. Der genaue genealogische Zusammenhang der einzelnen Familienlinien konnte jedoch nicht festgestellt werden. Die Aufnahme in den Böhmischen Herrenstand erfolgte in Prag 1528 für Johann Pflug von Rabstein, Landeshauptmann und Hofmarschall im Königreich Böhmen, und dessen Brüder.
Ende des 16. Jahrhunderts starb die Linie in Böhmen aus, nachdem sie zuvor ihre umfangreichen Besitzungen bereits weitgehend verloren hatte. Aus der bis heute bestehenden kursächsischen Linie wurde Karl Christian Freiherr von Pflugk am 7. April 1701 in den böhmischen Grafenstand erhoben.

## Geschichte
Einer Familiensage nach soll das Geschlecht von der böhmischen Herrscherin Libuše und deren Gemahl Přemysl dem Pflüger abstammen, den mythischen Gründern der Přemysliden-Dynastie, wegen der Erwähnung seiner Tätigkeit als „Pflüger“ vor seiner Eheschließung.

### Böhmen

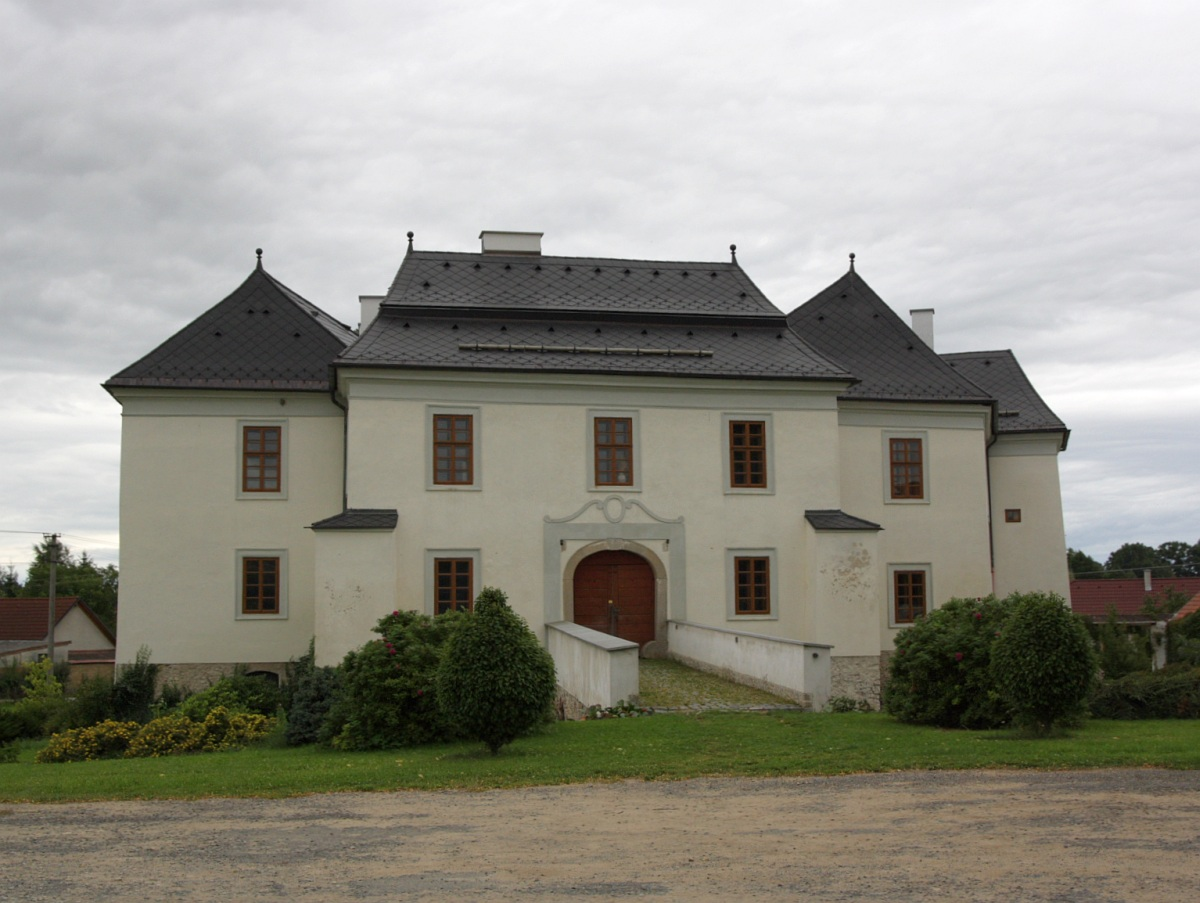
Schloss Pluhův Žďár, Südböhmen

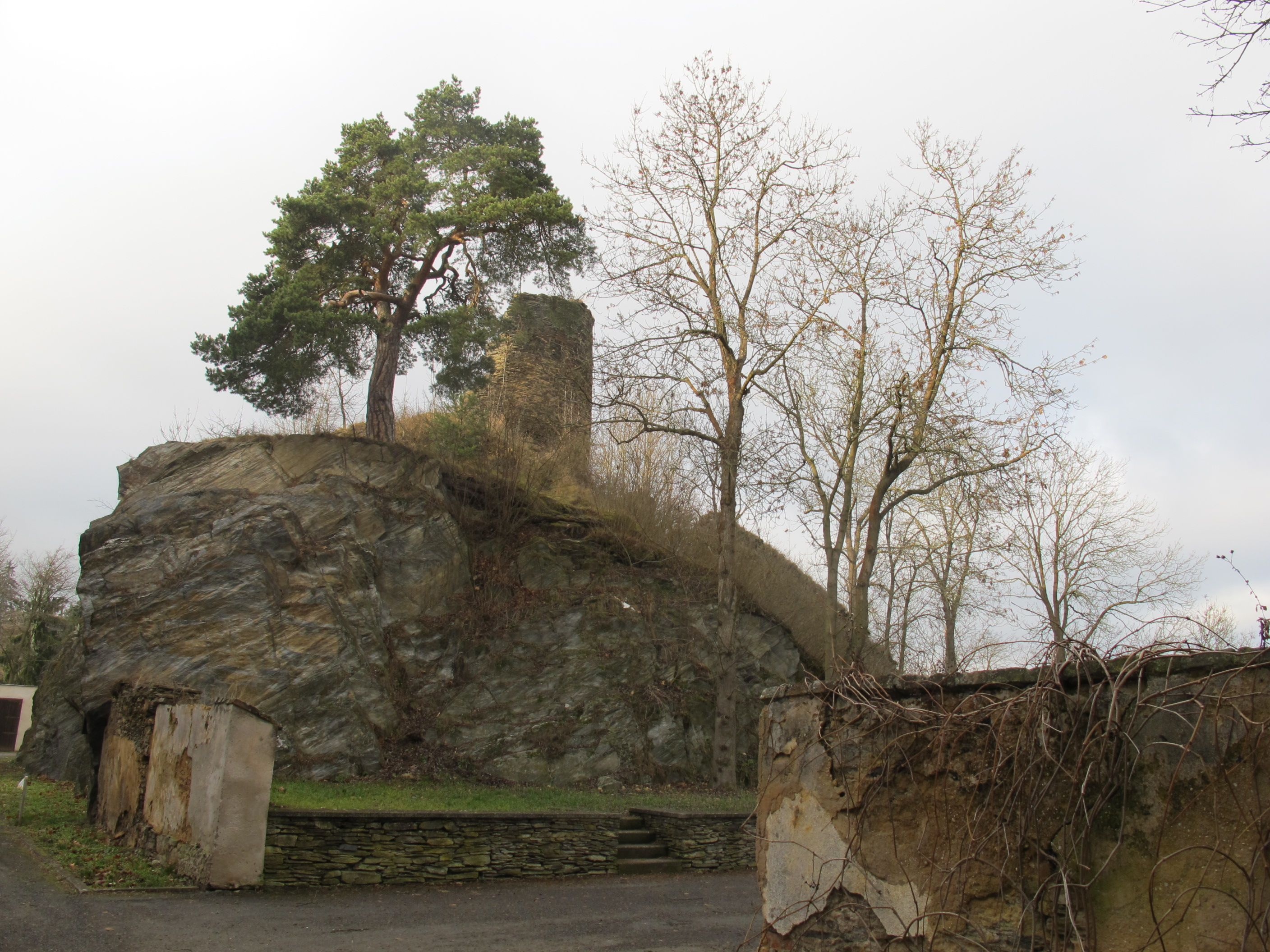
Burgruine Rab(en)stein an der Schnella, Westböhmen

Erstmals urkundlich erwähnt wird ein Vladike Ulricus Pluoch „dictus aratrum“ (auf Latein: „genannt der Pflug“), der 1287 im Dienst des Adligen Ulrich I. von Neuhaus aus dem Haus der Witigonen stand und das in Südböhmen gelegene Pluhův Žďár besaß. Pluh ist das tschechische Wort für Pflug, der Ortsname bedeutet Pflügers Erfolg. Das alttschechische Zzar entspricht dem deutschen Begriff Pflugschar, dem Arbeitsgerät der Landwirtschaft, das als Glücks- und Friedenszeichen gilt und im Wappenschild der Pflugk erscheint, die sich nach diesem Symbol benannten. Im heutigen Ortswappen von Pluhův Žďár ist eine spatenförmige Pflugschar aufgenommen, belegt mit einem Lindenast, beide dem Stammwappen der Pflugk entnommen.
Ulrich Pflug erwarb vermutlich um 1295 die Burg Rab(en)stein an der Schnella in Westböhmen. Er hatte viele Nachkommen, darunter wahrscheinlich auch einen gleichnamigen Sohn Ulrich (Oldřich Pluhův), der zuerst den Herren von Neuhaus diente und dann in den Dienst von König Johann von Böhmen ging, als dessen Kammerherr er zwanzig Jahre lang diente und dem er immer wieder Geld für seine Feldzüge im Ausland beschaffen konnte. 1308 wird ein Ulricus Pluoch als Gründer der Pfarrkirche der Heiligen Jungfrau Maria von den sieben Schmerzen in Rabenstein erwähnt, wobei nicht ganz klar ist, ob es sich um den Vater oder den Sohn handelt. Die Söhne Ulrichs II. gerieten in einen Streit mit Karl IV., der ihnen jedoch verzieh. Sie erwarben Grundherrschaften in der Gegend um Loket (deutsch: Elbogen).
Die böhmische Linie teilte sich in die Zweige der „Pflüge“ von Žďár (Pluhové ze Žďáře), die bis 1437 auf dem Stammsitz saßen, und der Pflug von Rab(en)stein (Pluhové z Rabštejna), die bis 1509 auf Burg Rabenstein ansässig blieben. 1340–1346 war Ctibor Pflug von Rabenstein Provinzkommandeur der böhmischen Ballei des Deutschen Ordens.
1382 ist Hintzik I. Pflug von Rabenstein Pfleger in Störnstein. Seine Witwe, Ameley Kagerin zum Störnstein, ab 1410 in dritter Ehe verheiratet mit Hans (2) von Parsberg, erwarb um 1404 für ihre Söhne erster Ehe, Hintzik II. und Hans Pflug, außerdem die Burg Schwarzenburg bei Rötz und das Schloss Waldmünchen, die beide bis 1495 im Besitz der Pflug blieben. Störnstein mit Neustadt an der Waldnaab im Nordgau, der späteren Oberpfalz, blieb bis 1514 unter Pflug'scher Pflegschaft, als Pfandbesitz von der böhmischen Krone. Nach 1500 bis 1547 war auch die Burg Königswart im Egerland im  Besitz der Rabensteiner Linie.
Christoph Pflug von Rabenstein wurde 1509 wegen verschiedener Streitigkeiten mit der Familie Schlik und anderer Unruhen vor das Provinzgericht geladen. Er erschien nicht und wurde verurteilt, seinen Hals, seine Ehre und sein Eigentum zu verlieren. König Vladislav II. unternahm daraufhin eine Militärexpedition gegen ihn. Christoph bat um Gnade, verlor jedoch seine Güter, darunter den Stammsitz Rabenstein sowie die Pfandbesitze Burg Točník, Burg Žebrák und die Stadt Příbram. Der König konfiszierte Rabenstein und überließ es den Schlik als Pfand. Nominell hielten die Pflug zwar noch bis nach 1566 das Lehen, jedoch gelang es Joachim Pflug anschließend nicht mehr, sich wieder in den Besitz der Güter zu setzen.
Ende des 15. Jahrhunderts begann ein Hans Pflug von Rabenstein (auch Hanuš oder Jan genannt) im Kaiserwald Slavkovský les mit dem Zinnabbau. Er erwarb Bergbaurechte in den Bergorten Schlaggenwald, Schönfeld und Lauterbach und nutzte den Profit, um 1495 die Herrschaft über die Stadt Petschau zu erwerben, wo er die von den Hussiten niedergebrannte Burg Bečov wieder aufbauen ließ. Er investierte außerdem in den Erzbergbau in Sankt Joachimsthal und erwarb auch die Pfandherrschaften Nečtiny, Tachov und Chodová Planá, was ihn zu einem der reichsten Adligen Böhmens machte. Von 1533 bis zu seinem Tod 1537 war er Marschall und Oberster Kanzler des Königreichs. Da er keine Kinder hatte, vermachte er sein großes Vermögen seinem Neffen Kaspar (Kašpar Pluh z Rabštejna), der die Eigenbesitze Petschau und Königswart, die zahlreichen Pfandherrschaften, darunter auch Kočov und Poutnov, sowie die Bergwerke gut verwaltete. Im Zusammenhang mit dem Schmalkaldischen Krieg und dem protestantischen Ständeaufstand von 1546/47, den er anführte, verlor er jedoch seinen gesamten Besitz, als der böhmische König und spätere Kaiser Ferdinand I. nach der Niederschlagung des Aufstands diesen konfiszieren ließ. Kaspar Pflug musste auswandern. Ende des 16. Jahrhunderts starb die Familie in Böhmen aus.

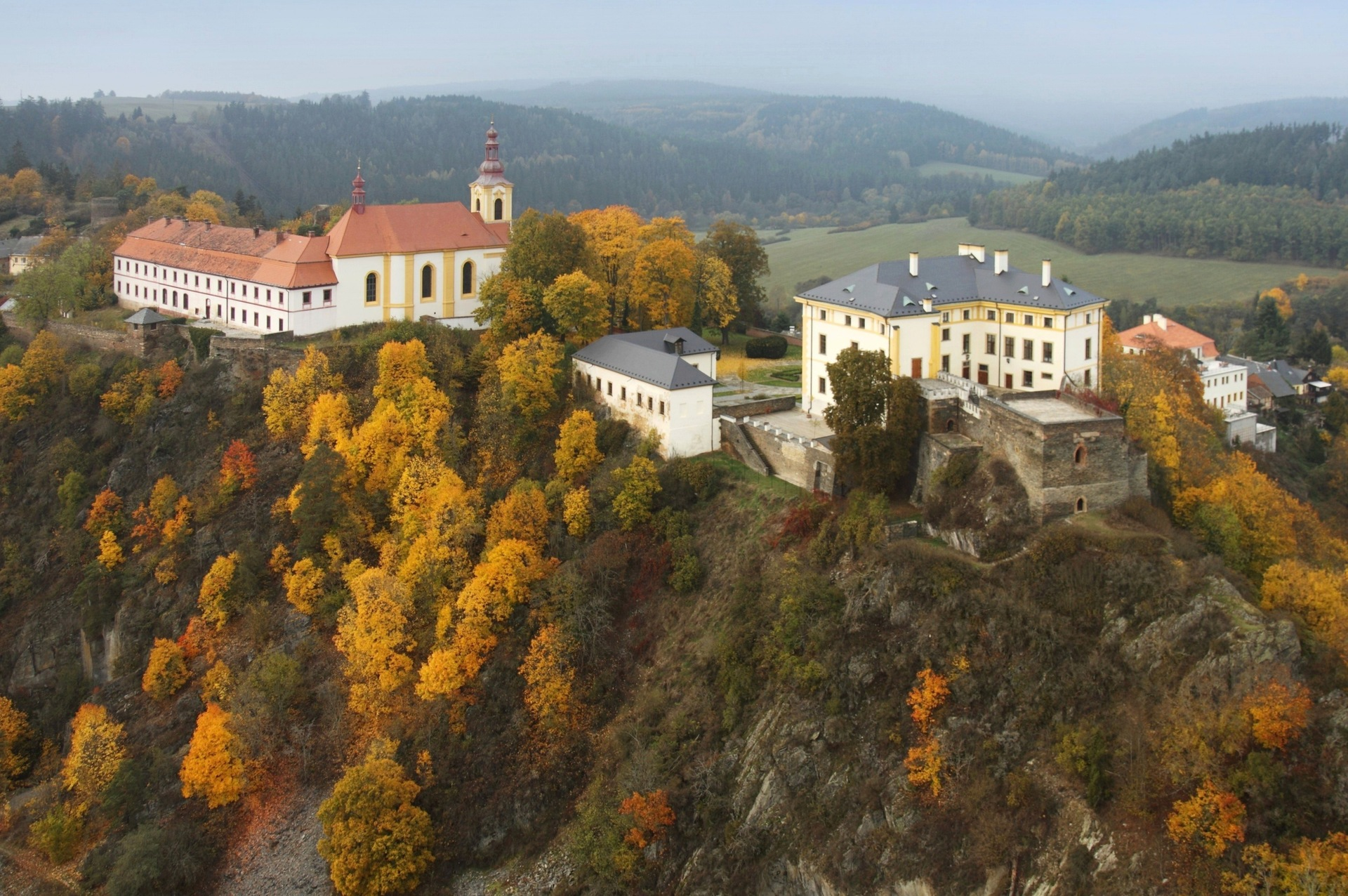
Schloss und Kloster in Rabenstein
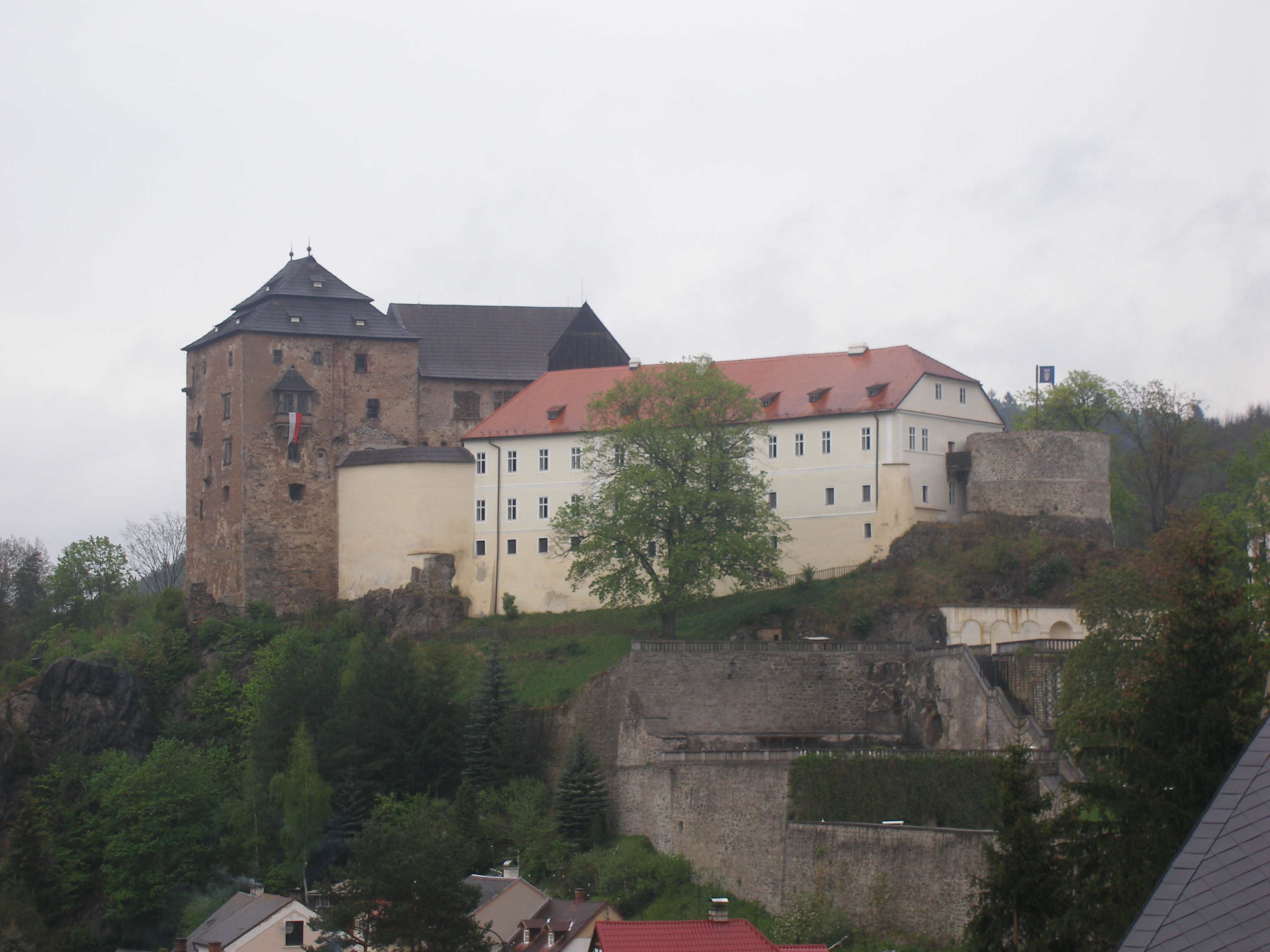
Burg Bečov (Petschau), Westböhmen
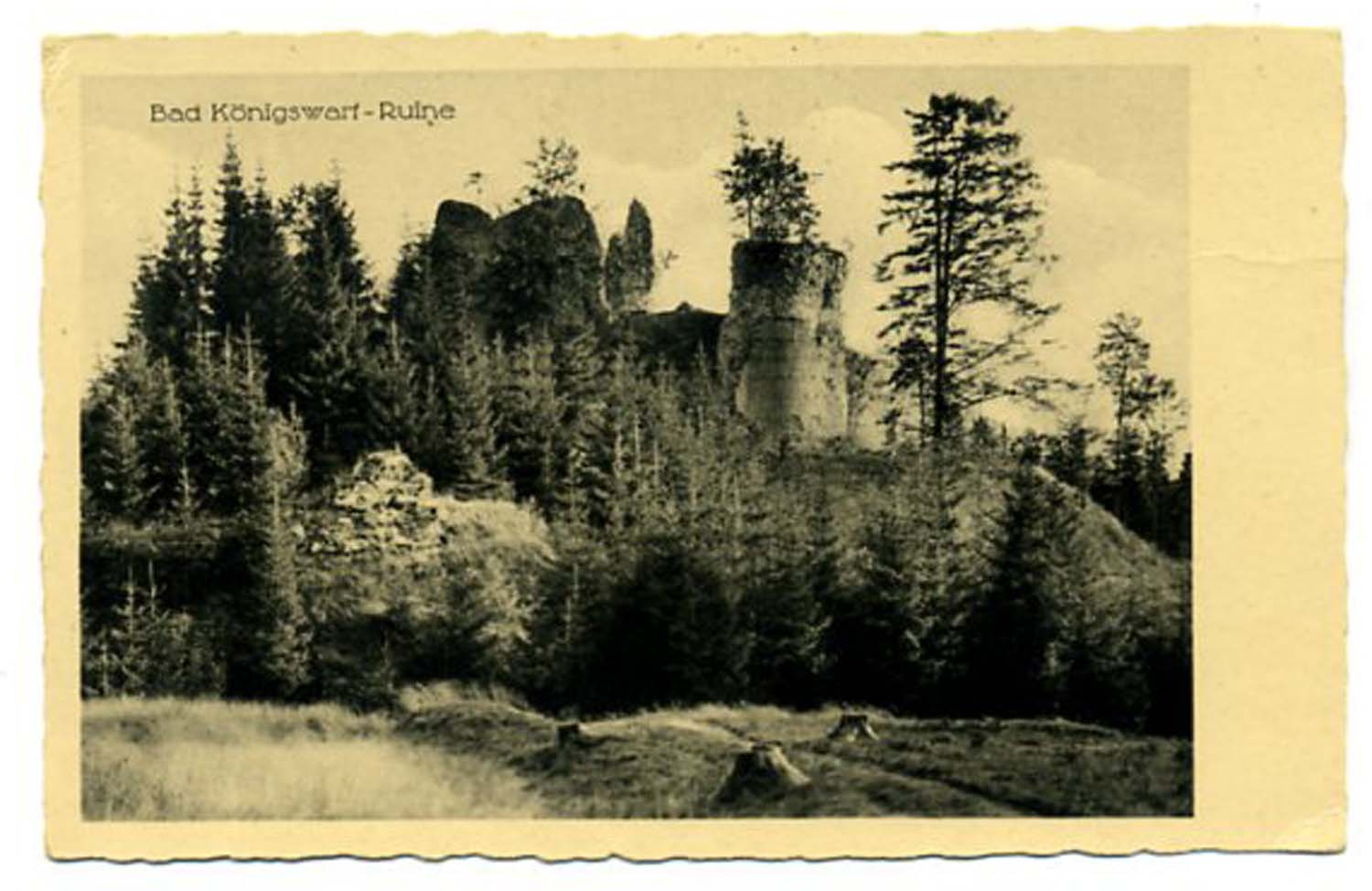
Burgruine Königswart, Westböhmen (um 1910)
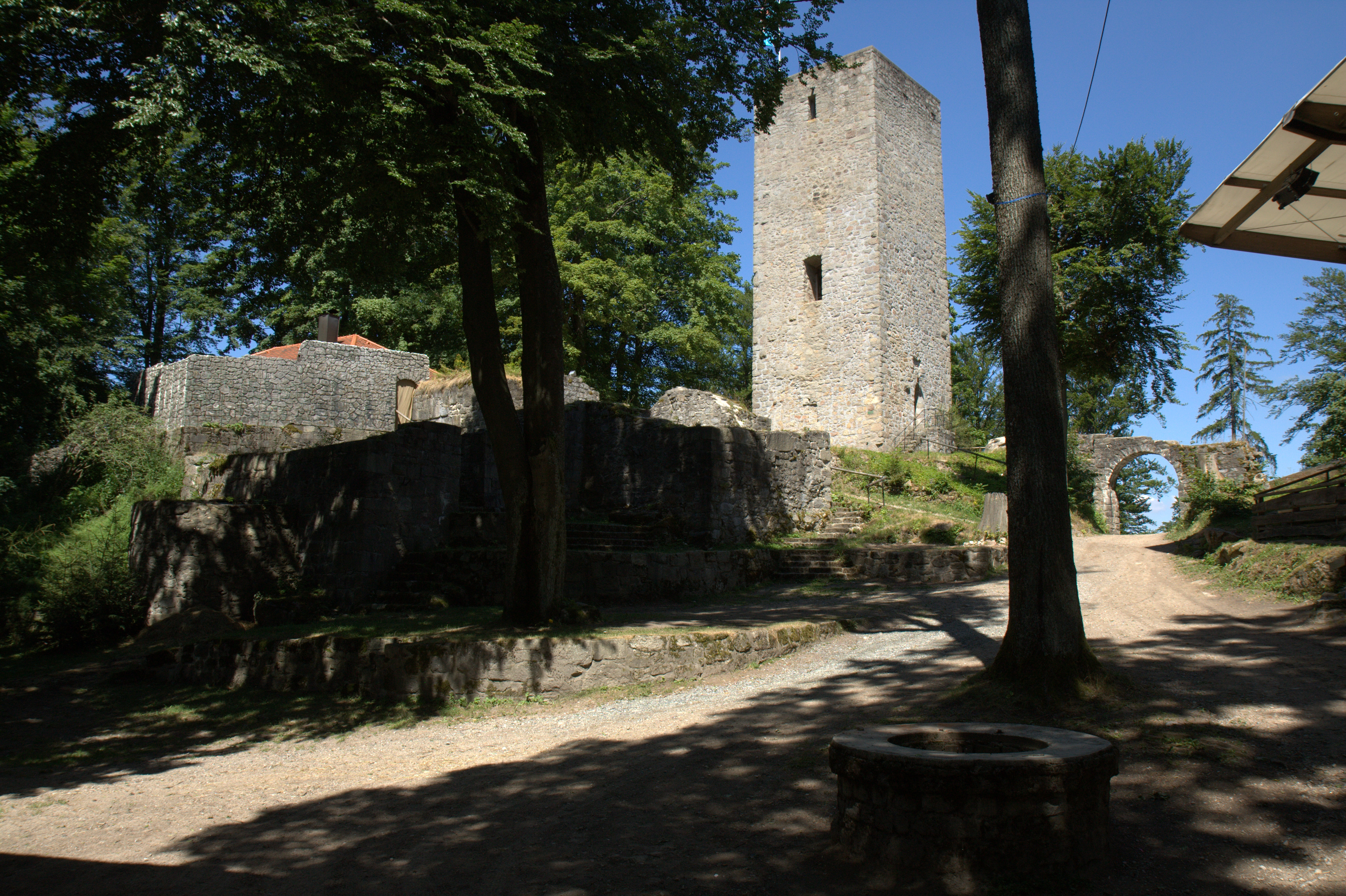
Burg Schwarzenburg, Oberpfalz
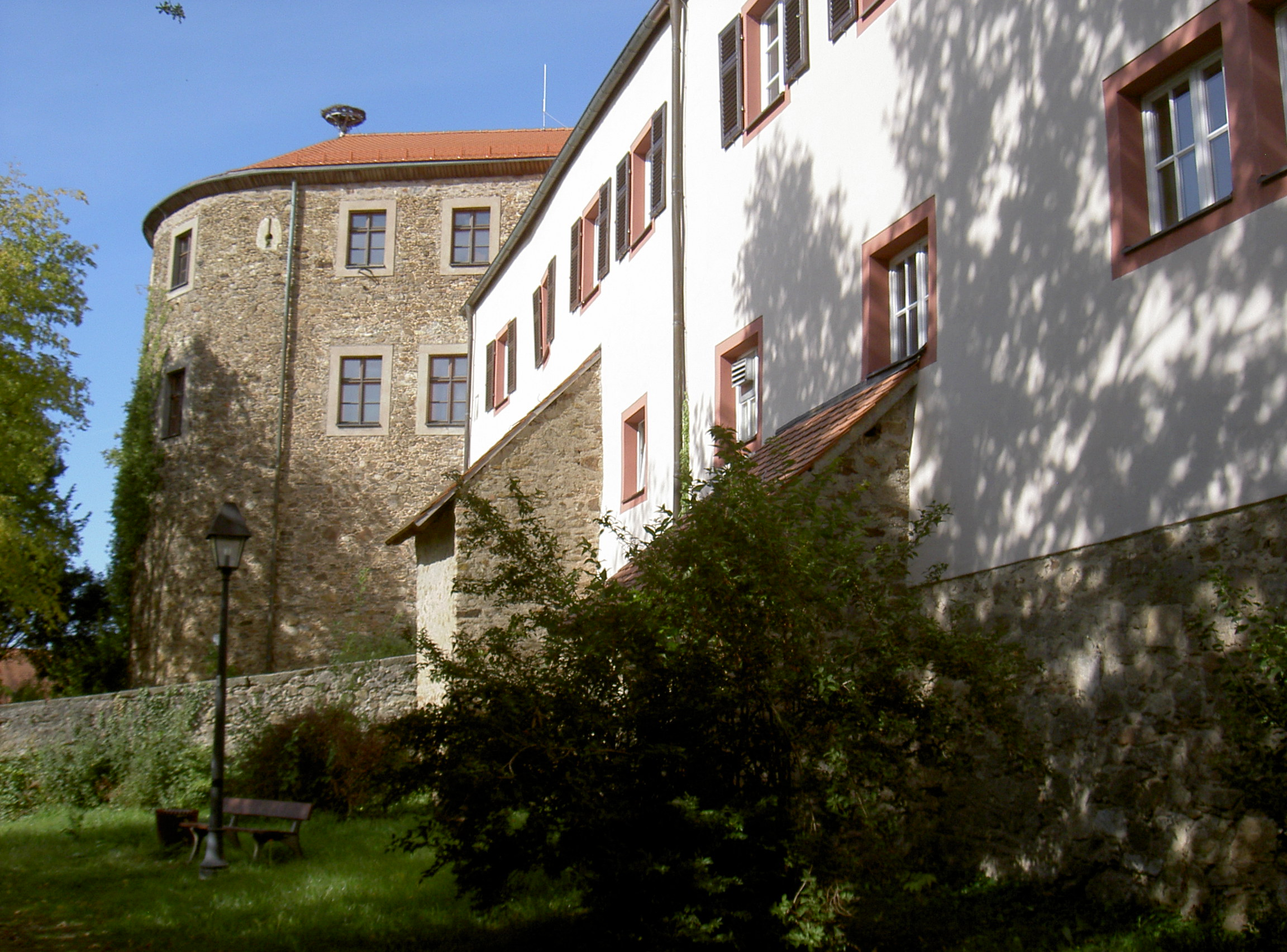
Schloss Waldmünchen, Oberpfalz
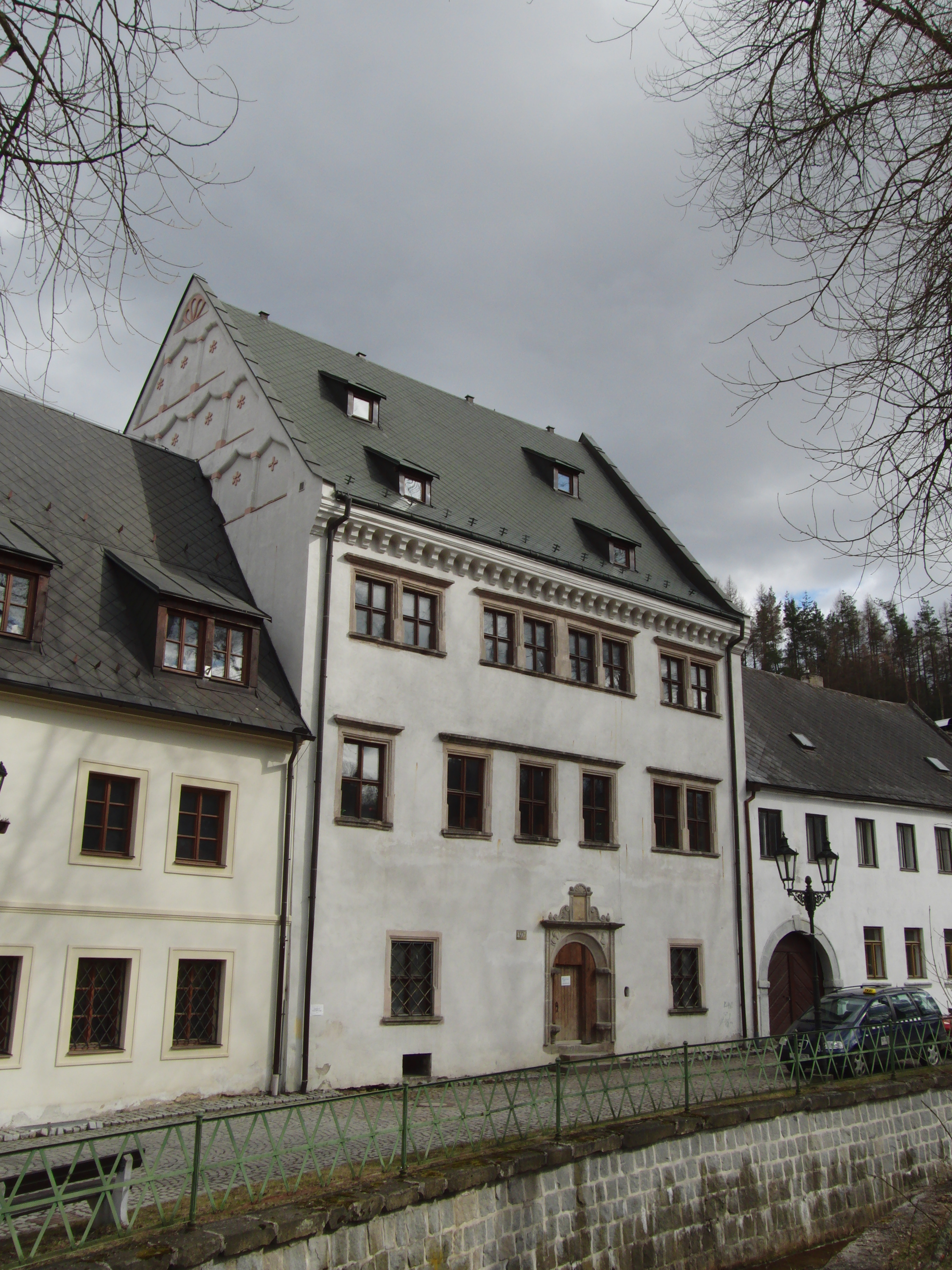
Pflughaus in Schlaggenwald, Westböhmen

### Markgrafschaft Meißen (späteres Kursachsen)
1334 wurde Otto Pflugk mit dem Gut Eythra südlich von Leipzig belehnt. Es blieb bei den Pflugks, bis es nach dem Ende des Dreißigjährigen Krieges 1649 wegen Überschuldung versteigert werden musste.

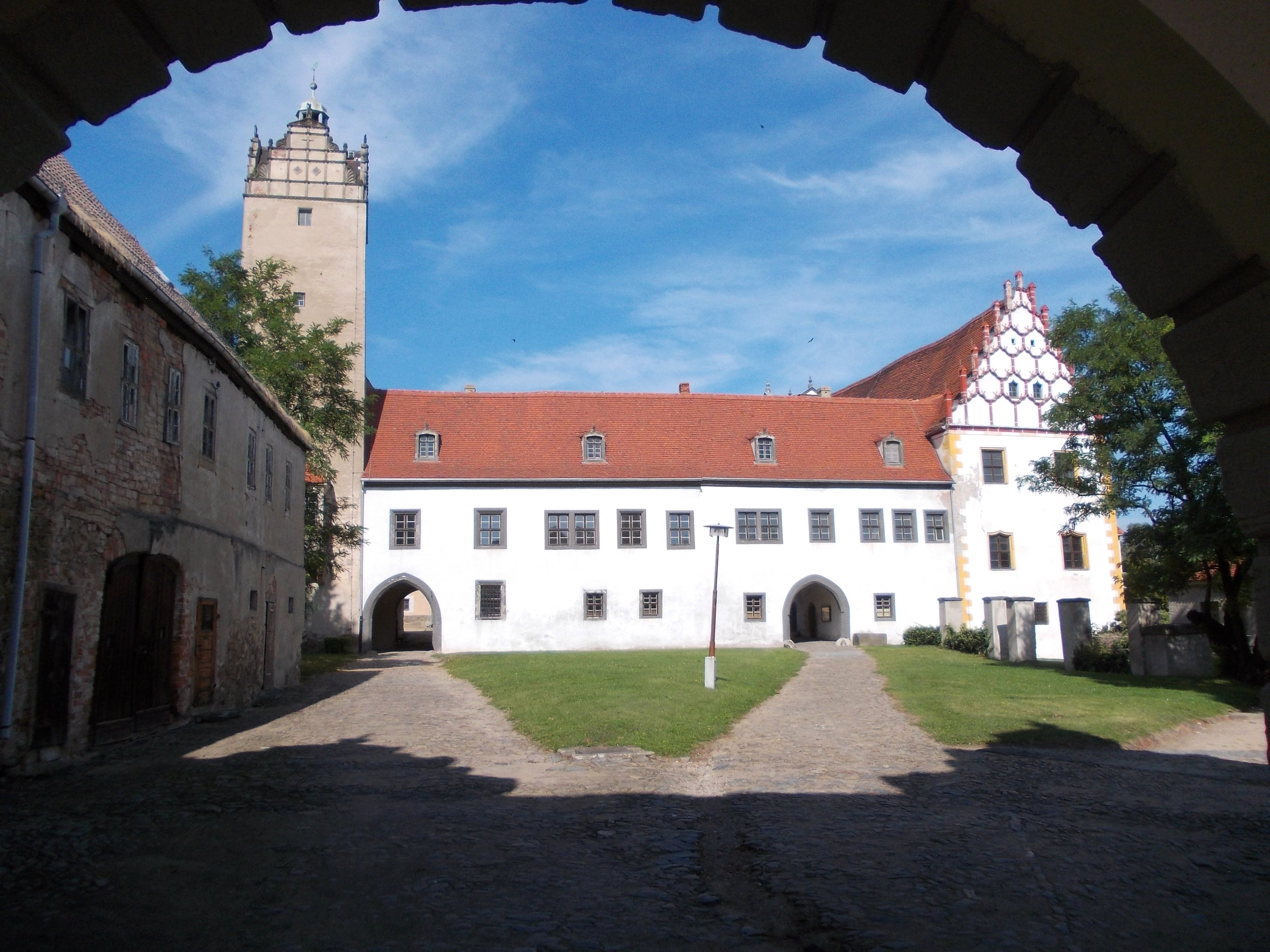
Burg Strehla an der Elbe (Landkreis Meißen), von 1338 bis 1945 im Besitz der Familie

Seit 1338/1384 gehörten Stadt und Burg Strehla an der Elbe als Lehen der Naumburger Bischöfe den Pflugk; das Schloss und die ehemalige Grundherrschaft blieben bis zur Enteignung durch die Bodenreform in der Sowjetischen Besatzungszone 1945 über 600 Jahre im Besitz der Familie.
Ab 1349 traten die Pflugk im südlichen Umland von Leipzig auch auf der Burg Knauthain in Erscheinung und verwalteten als treue Vasallen der Markgrafen von Meißen Landbesitz zwischen Elbe und Pleiße. Bis 1558 blieben die Pflugk auf Knauthain ansässig, das 1430 von den Hussiten verwüstet wurde.
Sie verwalteten auch zeitweise (bis 1530) die Pflege Groitzsch, die seit 1460 mit dem Geleitsamt Pegau zum Amt Pegau vereinigt war. Dazu gehörten auch Löbnitz, Großhermsdorf, Mausitz, Cöllnitz und Wiederau.
Ferner besaßen sie Schloss Rötha (von 1480 bis 1579), außerdem Deutzen im Amt Borna, Merzdorf bei Riesa (von 1521 bis zum Ende des 16. Jahrhunderts), die Wasserburg Zabeltitz (16. Jh.), Tiefenau mit Schloss Tiefenau (17. Jh. bis 1945) sowie Schloss Leuben (1889 bis 1945).
Die Reformation hat das Geschlecht zwei unterschiedlichen Religionsgemeinschaften zugeführt, Linien der Pflugk in Böhmen und Sachsen nahmen den evangelisch-lutherischen Glauben an, die Pflugk in Eythra blieben Angehörige der römisch-katholischen Kirche. Angehörige der Familie waren Kammerherren, Rittmeister und Obristen in Diensten der Kurfürsten von Sachsen.

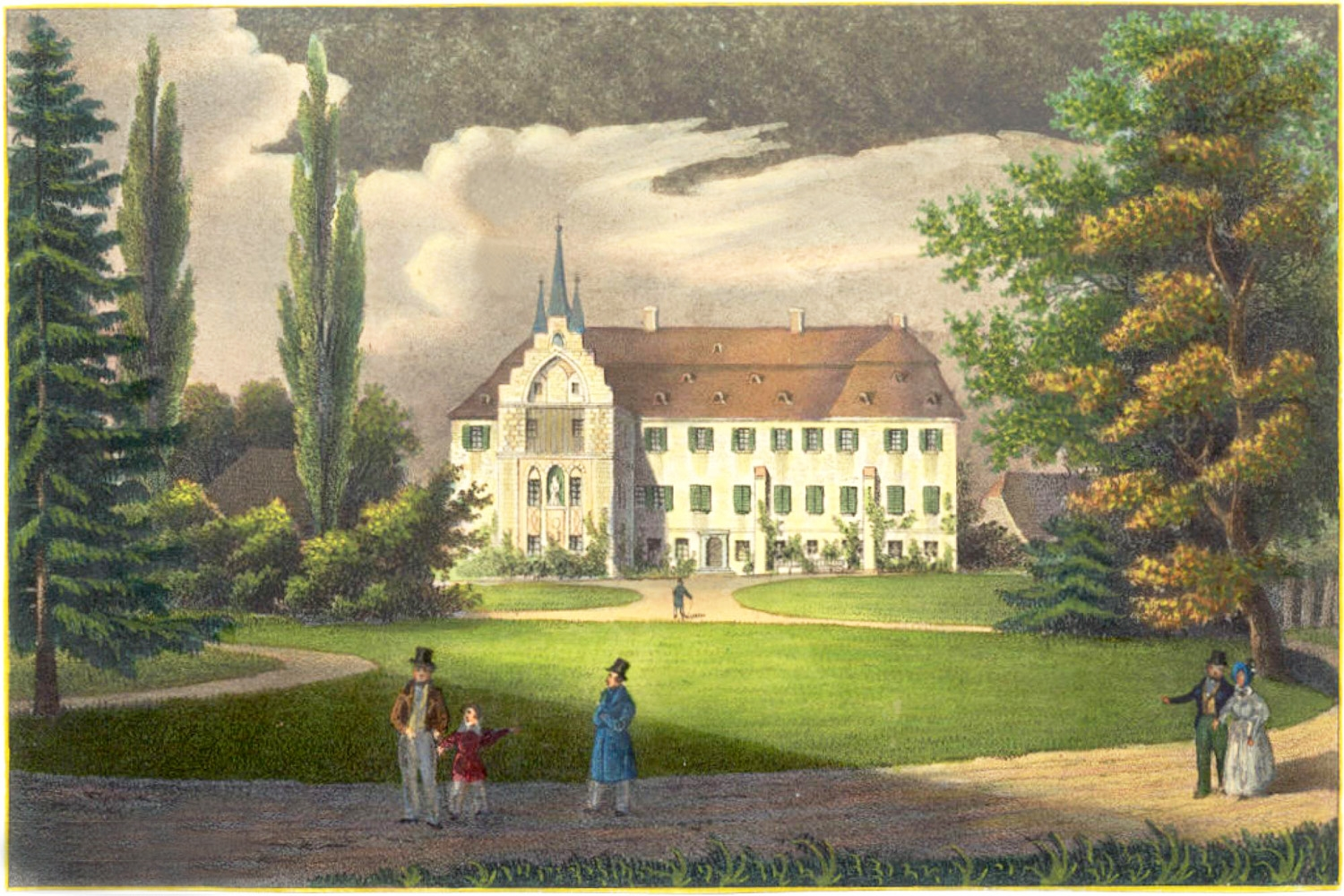
Schloss Eythra (1839)
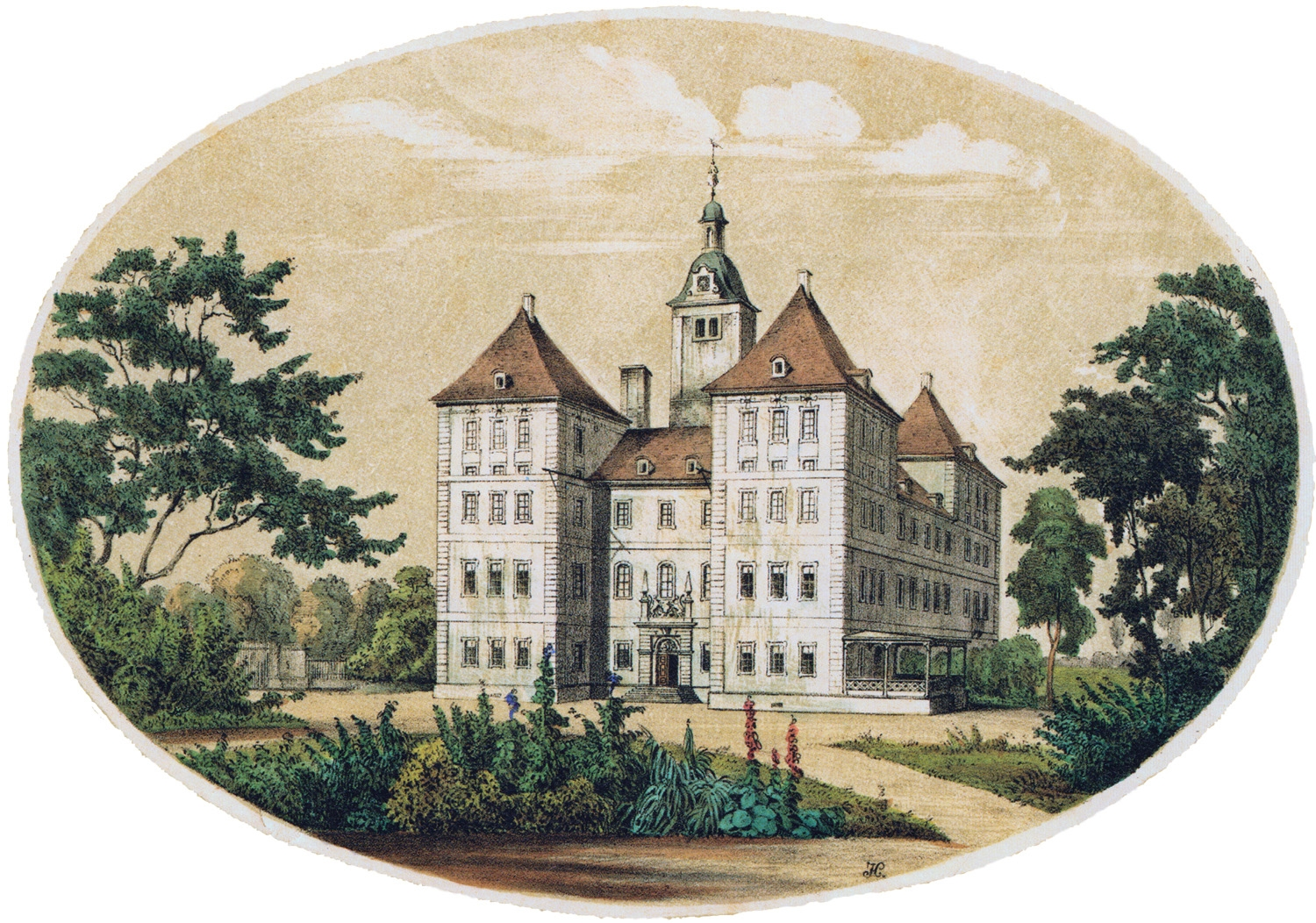
Schloss Rötha
Schloss Tiefenau
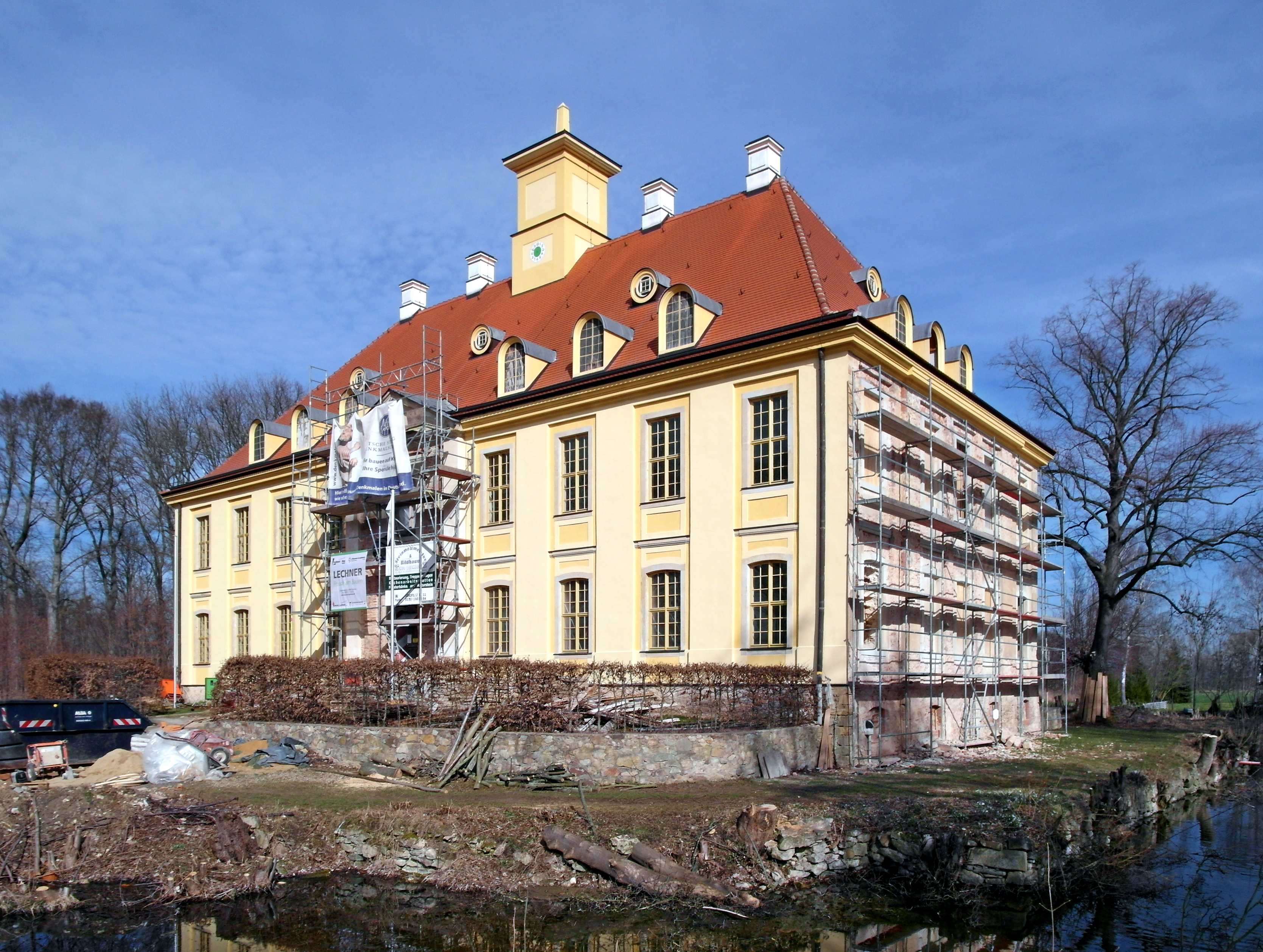
Schloss Leuben

## Übersicht zur Stammfolge der Pflugk von Rabenstein in Böhmen
- Ulrich I. genannt Pluoch, Wladyk auf Pluhowy Zdiar, 1287 in Diensten der Herrn von Neuhaus aus dem Haus der Witigonen, erwarb um 1295 Rabenstein in Westböhmen und verstarb nach 1308.
- Ulrich II. Pflugk von Rabenstein (Pluh z Rabenstejna) 1319–1341 Landes-Unterkämmerer im Königreich Böhmen, Burggraf von Pürglitz und Landhofmeister, verstorben 1341, verehelicht mit Johanna von Michelsberg (z Michalowicz). Er hat den Bruder Czibor alias Tiburtius, Burggraf von Neuhaus.
- Ulrich III., auf Rabenstein und Dírná, welches im Stadtwappen als Erinnerung an die Pflugk, deren Stammwappen, den Spaten (die Pflugschar) belegt mit einem Lindenast führt. Er verstarb im Jahr 1357 und war verehelicht mit Verenika (Wraczka) Freiin Sswihowsky von Riesenberg, Tochter des Wilhelm II. Frhrn. Sswihowsky von Riesenberg auf Chiech und der Ludmilla von Rabstein.
- Hintze (Hynczik, d. h. „der kleine Hynek“) I., auf Worlik (Burg Orlik an der Moldau) und ab 1398 auf Borschengrün (Borsengryn) bei Eger (Cheb) im Egerland; Hauptmann des königlichen Grenzwaldes gegen Bayern dem „Hwozd“ (= Künisches Gebirge), dann Landvogt in der Oberlausitz, verstorben 1401, verehelicht mit Amatia Zenger von Tannstein.
- Hintze (Hynczik) II. auf Burg Schwarzenburg bei Rötz in Bayern, Pfleger auf Chamb (Cham) und Störnstein, verstorben 1448, nach 1417 verehelicht mit Praxidis von Parsberg, verwitwete von Stauff zu Ehrenfels (Burg bei Beratzhausen in der Oberpfalz, Landkreis Regensburg), Sieger der Schlacht bei Hiltersried 1433 gegen die Hussiten. Praxidis war eine Schwester von Hyncziks Stiefvater Hans (2) von Parsberg.
- Sebastian I. Pfleger auf Cham und Wörth, Gründer des Löwlerbundes, einer Adelsgesellschaft des 15. Jahrhunderts, welche in Cham tagte und gegen den Bayerischen Herzog Albrecht IV. und dessen Ansprüche hinsichtlich finanzieller Leistungen gerichtet war. Er war Feldhauptmann des Heeres des Deutschen Ordens in Bayern gegen die Angriffe der Hussiten; er verstarb 1492 und war verehelicht mit Heswiga Freiin von Rozmital, Tochter des Zdenko Frhr. von Rosenthal und Blatna auf Zbirow.

Kinder von Sebastian I.:

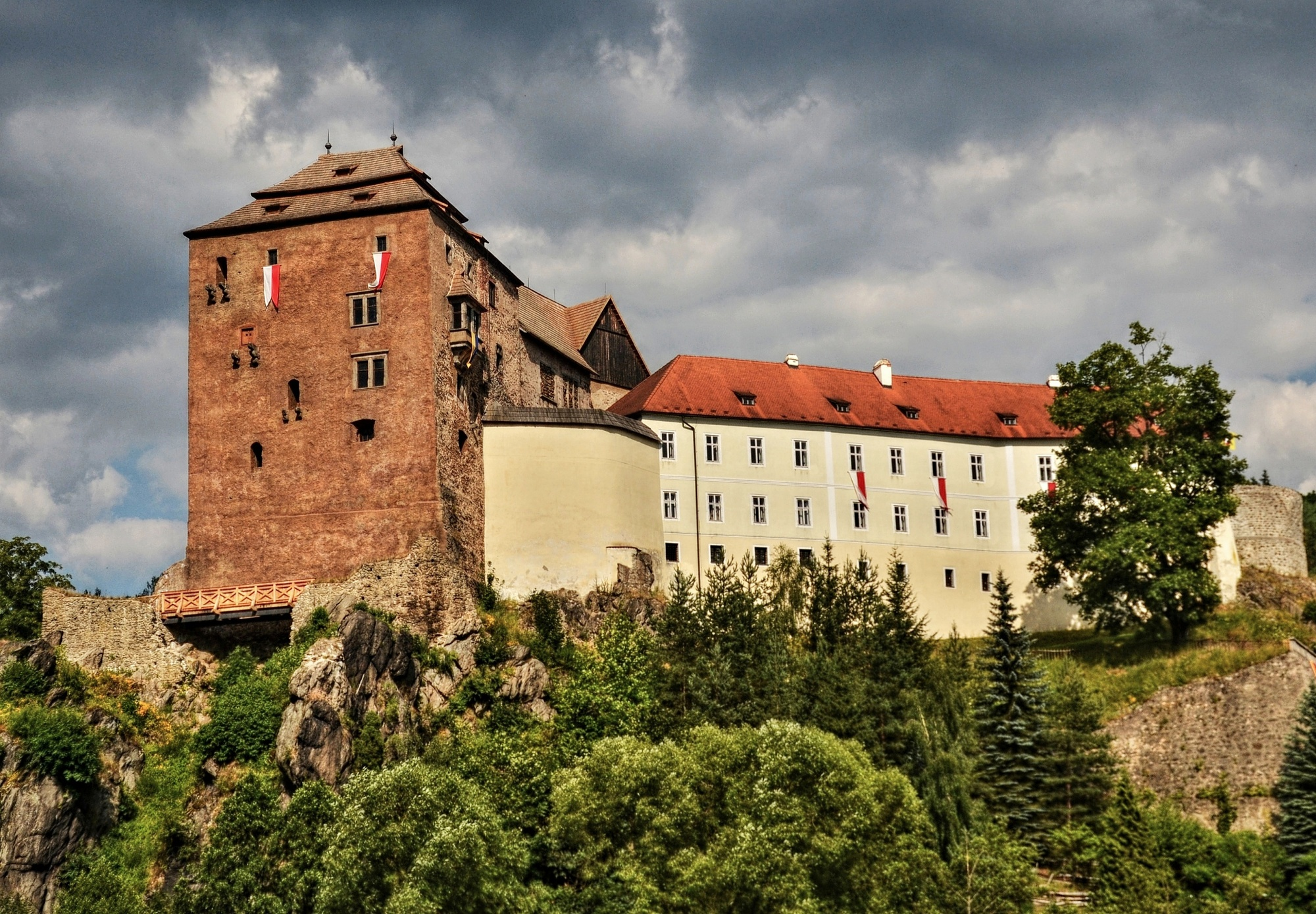
Burg Petschau, Böhmen

- Hintze (Hynczik) III., auf Petschau, Pfandherr der Burg Pisek, verstorben 1503, verehelicht mit Agnes von Schwanberg, Tochter des Hynek Fhrh. von Schwanberg auf Hayd, Kreishauptmann des Pilsener Kreises und der Margarethe von Plauen auf Königswarth. Hintze III Pflugk von Rabenstein hat die Geschwister:

1. Johanna, verehelicht mit Johann Zwirzeticzky von Wartenberg;
2. Wenzel, verstorben vor 1440;
3. Anna, verehelicht 1477 mit Heymeram Notthaft von Wernberg († 1483);
4. Elisabeth, verehelicht mit dem Reichsfreiherren Hieronymus von Stauff zu Ehrenfels (Burg bei Beratzhausen in der Oberpfalz/Landkreis Regensburg) und zu Köfering († 1516);
5. Praxidis, verehelicht 1487 mit Amarg Frhr. von Wildenfels;
6. Margaretha († 1514), verehelicht mit Heinrich V. Notthaft († 1508).

Kinder des Ehepaares Hintze III. Pflugk von Rabenstein und Agnes von Schwanberg sind:
1. Johann (Hans IV.) Freiherr Pflug von Rabenstein (d.d.1528), auf Petschau, Tachau, Königswart und Kuttenplan, deutscher Lehenshauptmann, königlicher Hofmarschall und von 1533 bis 1537 Oberstkanzler des Königreich Böhmen, verstorben am 14. August 1537 in Prag und im Veitsdom am Hradschin in Prag zu Grabe gelegt, verehelicht mit Katharina Haslauer von Haslau, verstorben 1548, Tochter des Martin H. von H., Hauptmann auf Königswart.
2. Hintze (Hyczik) IV., auf Königswart, verstorben 1531, war verehelicht mit Dorothea Gräfin von Gleichen.
3. Sebastian II., auf Gottschau (Kočov), unverehelicht 1520 verstorben.
4. Stephan, auf Alt-Teinitzl, unverehelicht 1533 verstorben.
5. Kunigunde, Nonne, + …
6. Margarethe, verehelicht mit Stephan Graf Schlik von Passaun und Weisskirchen, Freiherr von Holeycz, 1526 verstorben.
7. Christoph Pflug von Rabstein, auf Gottschau, verstorben 1519, verehelicht mit Siguna Gräfin von Schlik, der Schwester ihres Schwagers Stephan Graf Schlik von Passaun und Weisskirchen, Freiherr von Holeycz, Tochter des Kaspar II. Graf Schlik zu Passaun und Weisskirchen, Frhr. von Holeycz, auf Schlackenwert und der Elisabeth Gräfin von Guttenstein-Vrtba.

Deren drei Kinder sind:
1. Kaspar Pflug von Rabstein, Herr auf Petschau, Rabenstein und Königswart, 1546 Inhaber höchster Ämter in Böhmen unter Ferdinand I., Sprecher der protestantisch-evangelisch-lutherischen Opposition des böhmischen Herrenstandes gegen den König; fiel im Jahr 1547 in Ungnade, wurde des Landes verwiesen und sein Vermögen eingezogen. Unter Kaiser Maximilian II. rehabilitiert und wieder in seine Würden eingesetzt. Er erhielt seine Güter mit Ausnahme von Petschau zurück, welches zwischenzeitlich an die Stadt Schlaggenwald verkauft worden war. Er verstarb als letzter des Namensträgerstammes der Plug(k) von Rab(en)stein in Böhmen im Jahr 1585 auf Falkenau an der Eger in Westböhmen, in Kolditz im Jahr 1572 ehelichte er Magdalena Gräfin von Schaumburg.
2. Anna, verstorben 1585, verehelicht mit Wolfgang Graf Schlik von Passaun und Weißkirchen, Freiherr von Holeycz.
3. Ursula, verstorben nach 1577, verehelicht mit Hans Vitzthum auf Kupferberg und vor 1566 verstorben.

## Übersicht zur Stammfolge der Pflugk in Meißen/Sachsen

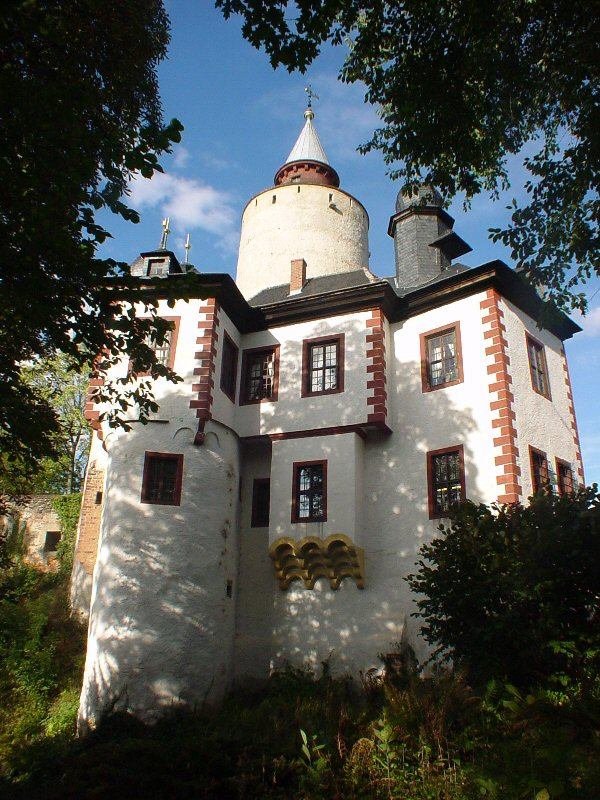
Burg Posterstein

Im meißenschen Lande zählte das Pflugk’sche Geschlecht zu den vier Hauptsäulen und Prinzipalgeschlechtern des meißenschen Heldenadels und wird gewöhnlich an erster Stelle genannt. Die Familie schrieb sich damals ohne das adelige Prädikat, wie bis etwa 1650 alle uradligen Familien, die sich nicht nach einer Stammburg, sondern nach ihrem Wappensymbol oder einer sonstigen Eigenschaft benannten. 1528 kamen Herrschaft und Burg Posterstein in den Besitz der Familie.
- Otto Pflugk (um 1345–um 1427), Stammvater der meißnischen Linie, Ritter, 1417 zusammen mit Ritter Nickel Pflug mit Sellershausen, Pomsen, Belgershein, Geschwitz, Lindhard, Steinberg, Groß-Peßne belehnt, auf Strehla (1384), Frauenhain (1392), Zabeltitz (1397), Tiefenau (1423), Rat des Königs Wenzel von Böhmen und des Markgrafen Jobst, Herr zu Mähren. In erster Ehe mit Margarethe von Birkicht (um 1370–1375), in zweiter Ehe mit Anna von Schönberg (um 1400) verheiratet.
- Nickel Pflugk (Knauthain) (um 1410–1482), auch „der Eiserne“, war u. a. Amtmann zu Leipzig, Borna und Pegau; Grabplatte in der Thomaskirche Leipzig (ursprünglich in der Pflugkschen Marien-Kapelle, die 1393 an der Nordseite der Universitätskirche angebaut wurde, später im Kreuzgang)
- Nickel Pflugk (Zabeltitz) (1526–1580), war Oberstspitler im Deutschen Ritterorden, Amtshauptmann auf der Pleißenburg in Leipzig, Bauherr des Renaissanceschlosses Zabeltitz 1565 und der St.-Georgen-Kirche Zabeltitz 1580/81.
- Cäsar Pflugk (um 1450–1524), Sohn des Nickel Pflugk (Knauthain), war Landes- und Appellationsrat, Vorsitzender in der Leipziger Disputation 1519.
- Sigmund Pflugk (um 1455–1510), Domherr und Dompropst in Meißen und Merseburg, 1494–1500 Kanzler Herzog Albrechts des Beherzten von Sachsen.
- Andreas Pflugk (1480–1542), Sohn des Nickel Pflugk (Knauthain), war Amtmann zu Dornburg und Leipzig, hier auch Hofrichter

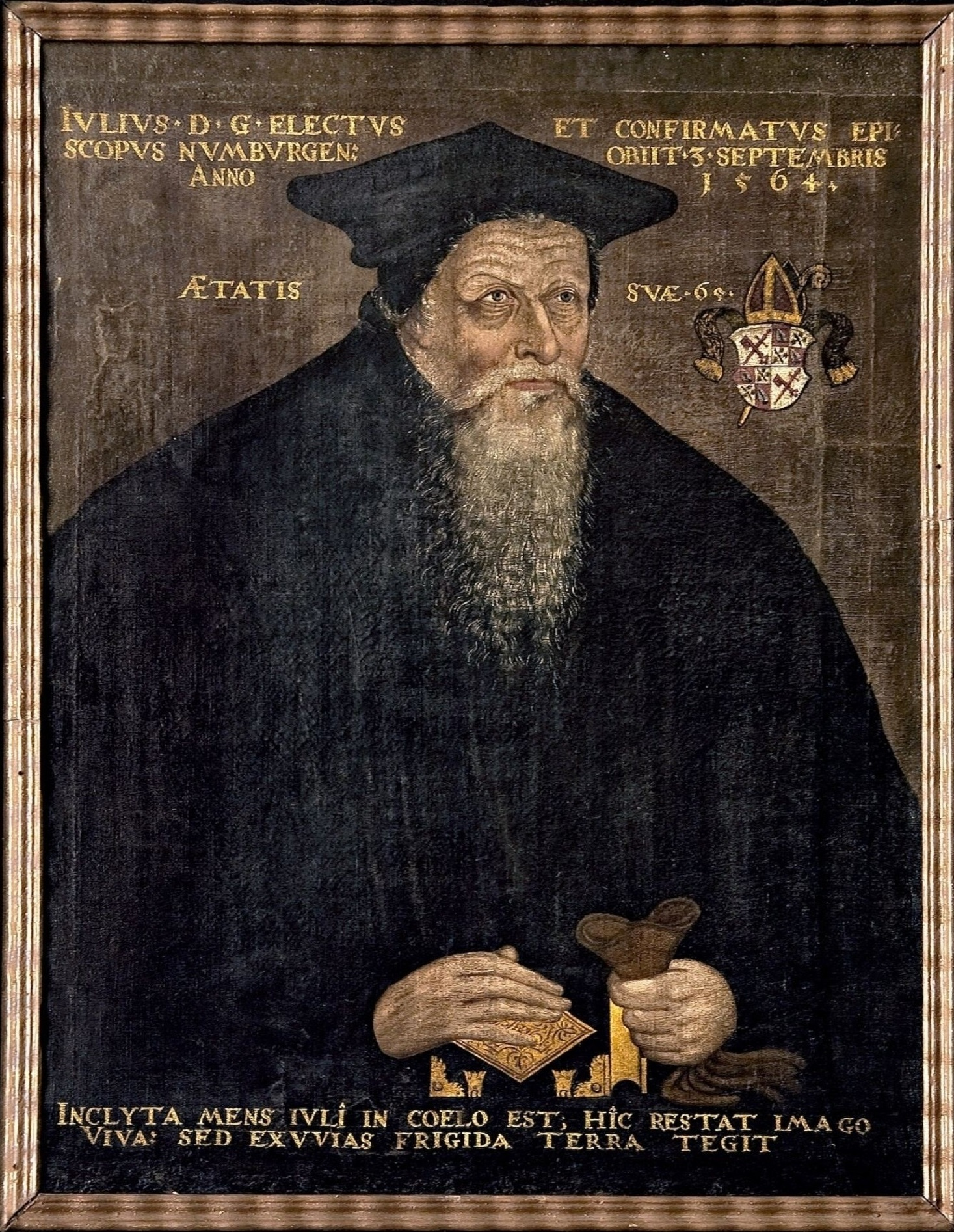
Julius von Pflugk (1499–1564), letzter Fürstbischof von Naumburg–Zeitz, katholischer Humanist, Vermittler zwischen den Konfessionen

- Julius von Pflugk (1499–1564), letzter Fürstbischof von Naumburg–Zeitz, katholischer Humanist, Vermittler zwischen den KonfessionenHans und Elisabeth Pflugk, die angenommenen aber bisher urkundlich nicht belegten Urgroßeltern der Katharina von Bora.
- Moritz Pflugk, Rittergutsbesitzer in Pomßen, wurde 1537 wegen Ehebruchs und Mordes auf dem Leipziger Markt hingerichtet.[6]
- Julius von Pflugk (1499–1564), Sohn des Cäsar Pflugk auf Eythra, letzter Fürstbischof von Naumburg–Zeitz. Er blieb katholischer Humanist, bemühte sich aber um Vermittlung mit der Reformation, wird daher als Vordenker der ökumenischen Bewegung gesehen. Er wirkte am Augsburger Interim mit und bemühte sich erfolglos um Ausnahmegenehmigungen für Priesterehe und Laienkelch durch die römische Kurie.
- Benno Pflugk war Oberaufseher der Grafschaft Mansfeld, Amtmann bzw. Hauptmann zu Sangerhausen und kursächsischer Rat.
- Hans Siegmund Pflugk, sächsischer Kammerherr und Trabantenhauptmann. Er siegte 1683 über das türkische Heer vor den Toren der Stadt Wien.
- Centurius Pflugk reformierte die sächsische Armee.[7]
- Graf August Ferdinand von Pflugk (* 22. Mai 1662 in Dresden; † 8. April 1712), war Geheimrat und Innenminister unter August dem Starken. 1703 war er am Sturz des Großkanzlers Wolf Dietrich von Beichlingen beteiligt. Er war dreifacher Ritter: des Heiligen Römischen Reiches deutscher Nation, des Johanniterordens und des Andreasordens von Russland. Er war verheiratet mit Elisabeth Friederike von Stubenberg (* 1673; † 1733), Tochter des Rudolf Wilhelm von Stubenberg. Am 20. November 1705 erlaubte ihm Kaiser Joseph I., einen an Kindes statt anzunehmen, der seinen Grafen-Stand fortführe.[8]
- Albert Otto von Pflugk (1866–1946), Dresden
- Julius von Pflugk-Harttung (1848–1919) war adoptierter Sohn und Enkel des mecklenburgischen Zweiges Pflugk.
- Horst von Pflugk-Harttung (1889–1967), deutscher Marineoffizier
- Heinz von Pflugk-Harttung (1890–1920), deutscher Offizier

## Wappen
Der Schild ist von Rot und Silber geviert. In Feld 1 und 4 eine schräge silberne Pflugschar und in Feld 2 und 3 schräg rechts ein natürlicher Lindenast mit drei (2 zu 1) Blättern. Auf dem gekrönten Helm zwei silberne, schräg voneinander gestellte Pflugschare, je außen rings mit sieben abwechselnd rot-silbernen Straußenfedern besteckt. Die Decken sind rot-silbern.

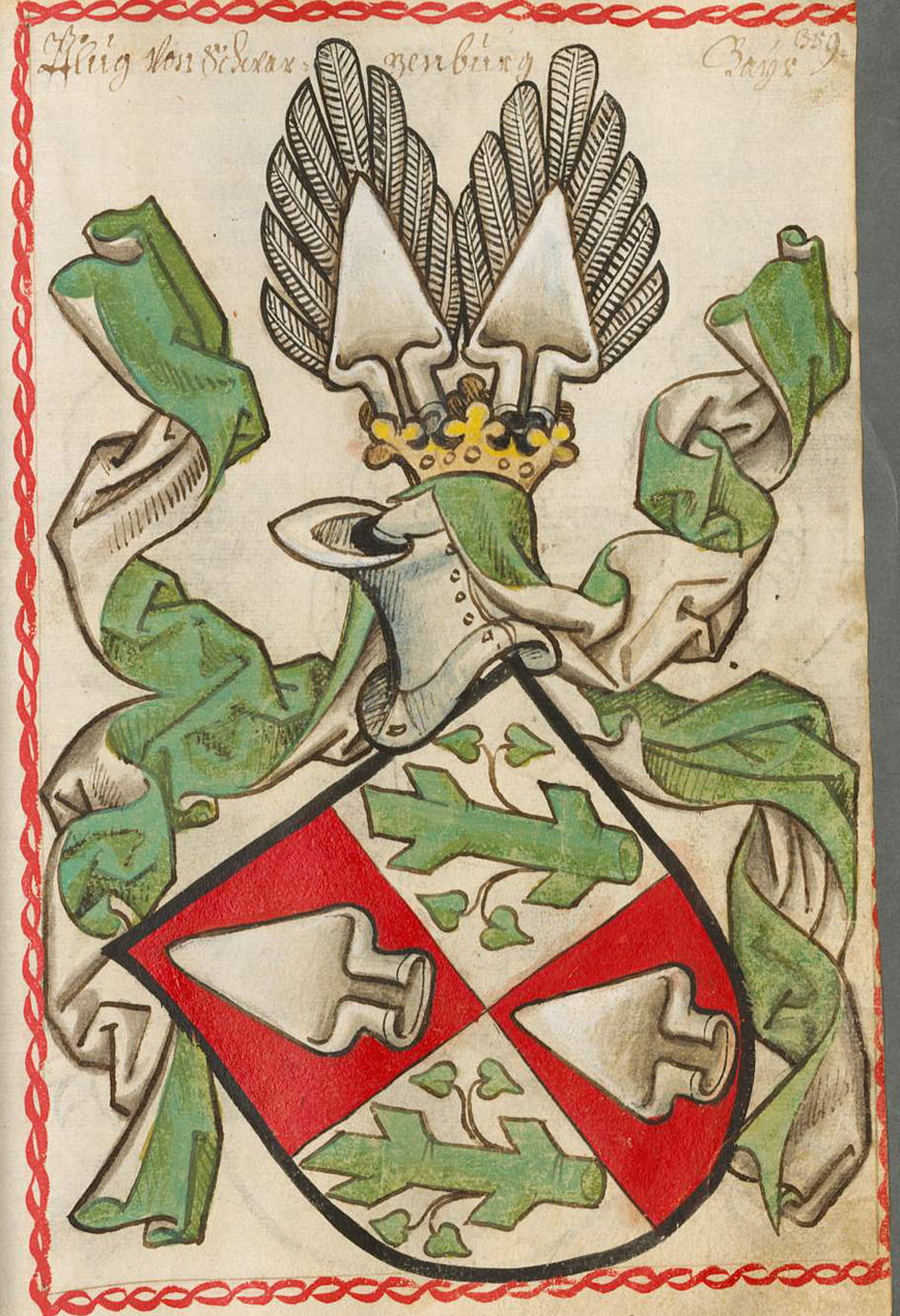
Wappen im Scheiblerschen Wappenbuch, 15. Jh.
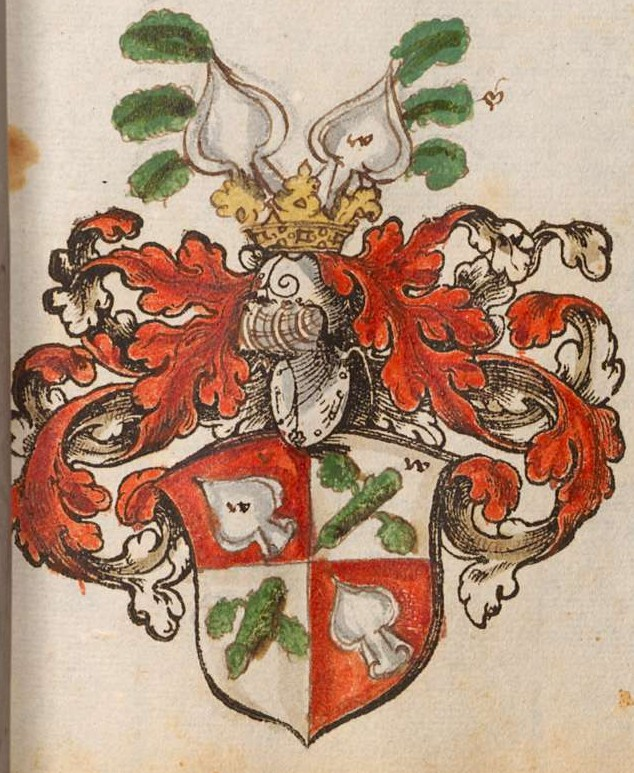
Wappen der Pflugk, um 1560
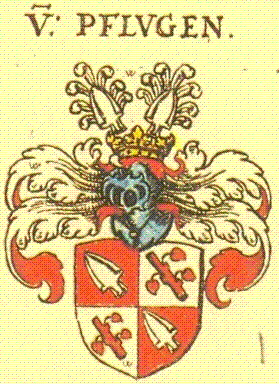
Wappen in Siebmachers Wappenbuch, 1605
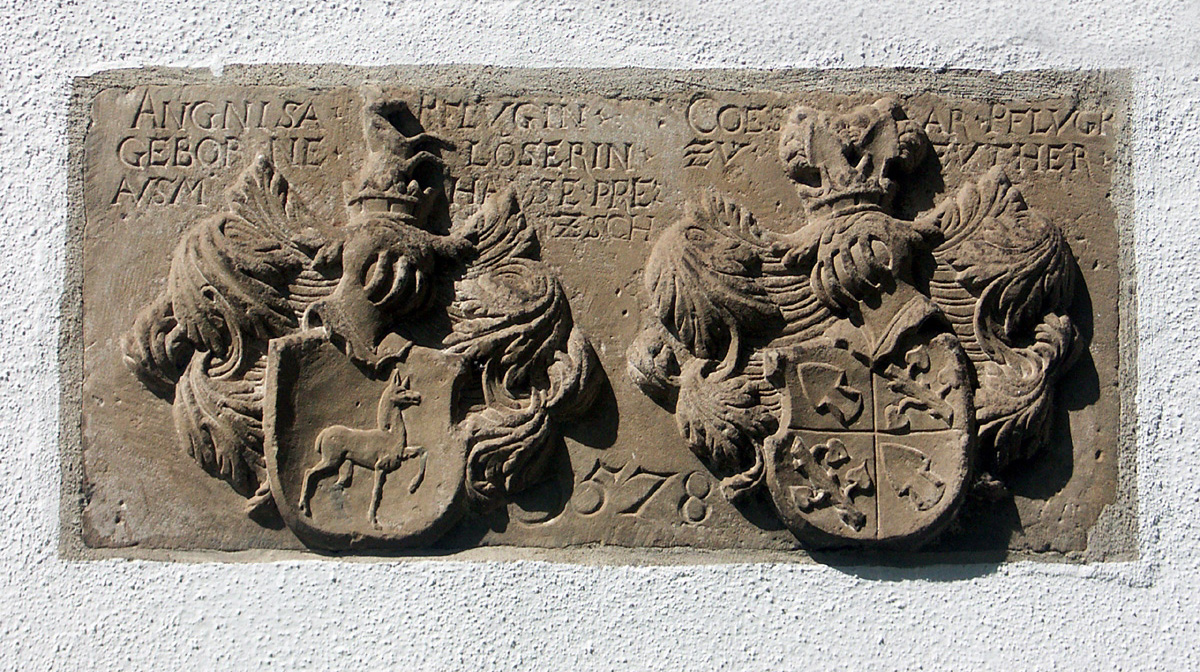
Wappenstein an der Andreaskapelle in Leipzig-Knautnaundorf für Caesar Pflugk-Eythra († 1578) und seine Mutter Agnes Pflugk, geb. Loser († 1578)
Siegelstempel, 18. Jhdt. einer Nebenlinie aus Štěpánovice (nähe Budweis)